# Rapping
Il rapping (o rhyming, spitting, emceeing, MCing), spesso abbreviato semplicemente in rap, è un genere musicale nato durante gli anni settanta a New York. Consiste nell'esprimersi vocalmente sopra una base o un accompagnamento musicale dal ritmo sincopato ed uniforme e presenta «rima, discorso ritmico e linguaggio di strada».

## Caratteristiche e origini

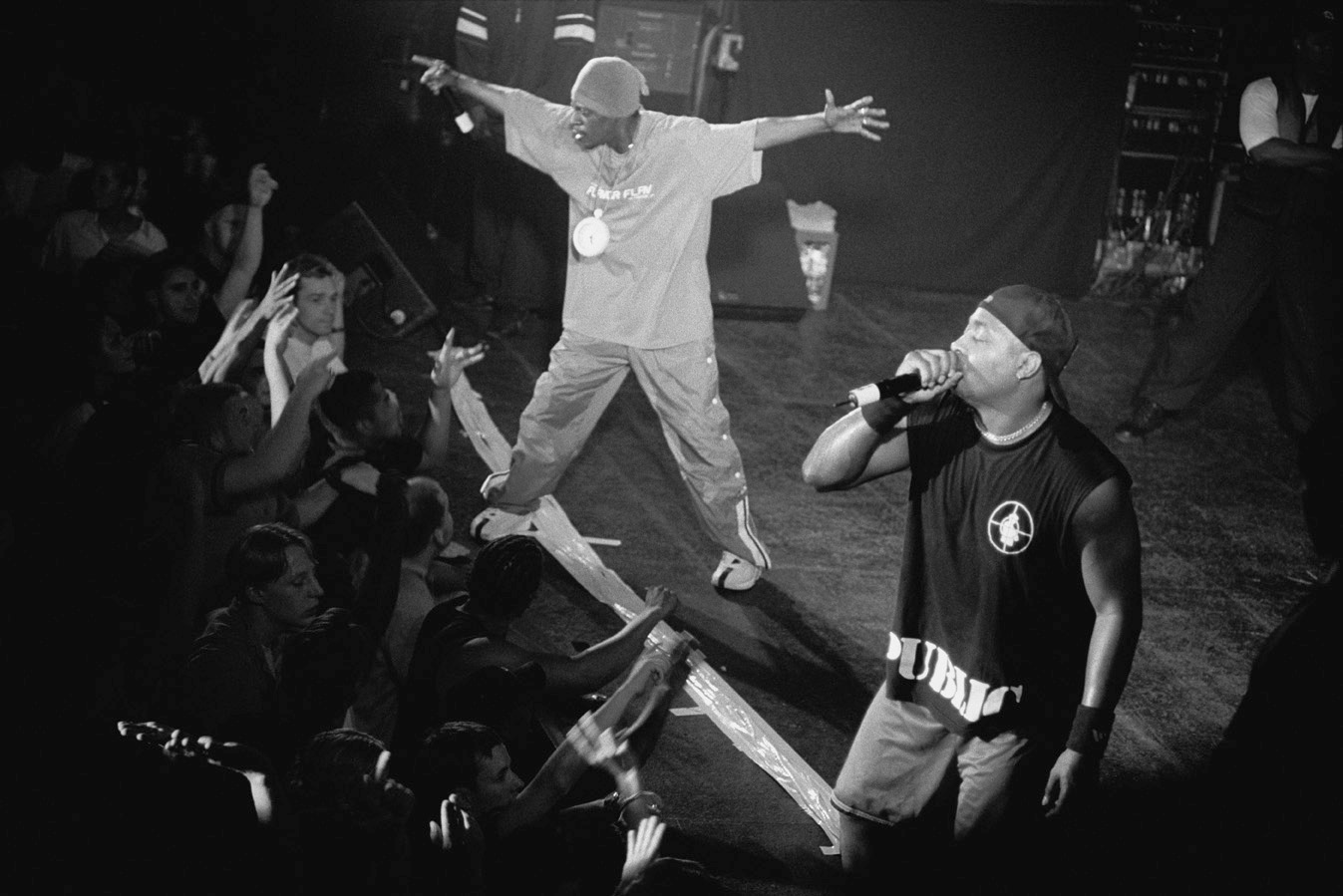
I Public Enemy, celebre esempio di gruppo rap

Il genere rap è nato nel corso degli anni settanta all'interno della comunità afroamericana e latino-americana nel quartiere del Bronx di New York. I componenti del rap includono «contenuto» (ciò che viene detto), «flow» (ritmo, rime) e «consegna» (cadenza, tono). Il rap si differenzia dallo spoken word in quanto il rap è eseguito spesso sul tempo di un brano strumentale. Il rap è spesso associato alla musica hip hop, oltre a esserne uno dei componenti principali, anche se le sue origini precedono l'hip hop come fenomeno culturale. Le radici del rap si possono ritrovare nella musica dell'Africa occidentale, nei cantastorie chiamati griot che trasmettevano le tradizioni oralmente raccontando storie di eventi familiari e del villaggio, in forma di musica, poesie o storie cantate, suonando un semplice strumento fatto a mano. Inoltre, diffondevano tradizioni e genealogie oralmente o usavano le loro tecniche retoriche per spettegolare o «elogiare o criticare le persone». Le tradizioni griot si connettono al rap attraverso i discorsi di James Brown con il pubblico e con la sua band tra le canzoni eseguite, alle provocazioni verbali di Muhammad Ali e alle poesie di The Last Poets. Pertanto, i testi e la musica del rap fanno parte del «continuum storico nero», e mirano a riutilizzare elementi delle tradizioni passate espandendoli attraverso «l'uso creativo del linguaggio e dello stile e delle strategie retoriche». La persona accreditata di aver originato lo stile di «consegnare le rime sopra un tappeto musicale», che sarebbe divenuto noto come rap, è Anthony "DJ Hollywood" Holloway di Harlem, New York.
Il rap è spesso consegnato sopra un beat, tipicamente creato da un DJ, turntablist, beatmaker o eseguito a cappella senza accompagnamento strumentale. Stilisticamente, il rap occupa un'area grigia tra il discorso, la prosa, la poesia e il canto. La parola, che precede la forma musicale, in origine significava «colpire leggermente», mentre oggi è usata per descrivere veloci botta e risposta. La parola inizia a essere usata nell'inglese britannico fin dal sedicesimo secolo. È parte dell'inglese afro-americano vernacolare negli anni sessanta col significato di «conversare», e in seguito diviene sinonimo dello stile musicale. Oggi, il termine rap è talmente associato alla musica hip hop che molti scrittori usano i due termini in modo intercambiabile.
Spesso i rapper si improvvisano su una base inventando un testo al momento, questa pratica viene chiamata "freestyle" (stile libero) 
e anche nel freestyle si possono riconoscere variazioni, infatti esiste il freestyle semplice, un normale testo sopra un beat che può essere pure un "type beat" ovvero un beat nello stile di un artista in particolare, ed esistono anche una sorta di sfide col freestyle, ad esempio dei veri e propri scontri di insulti, rappati a tempo su una base. Questa pratica viene chiamata dissing. I dissing sono spesso presenti anche nei brani rap ufficiali e hanno l'obiettivo di denunciare una persona o addirittura la politica di interi stati.